# 지요켄초구치역
지요켄초구치역(일본어: 千代県庁口駅)은 일본 후쿠오카현 후쿠오카시 하카타구 지요 4초메에 소재하는 후쿠오카 시 교통국 지하철 하코자키 선의 역이다. 역 번호는 H03이다.
역의 심벌 마크는 인근의 도오카 에비스 신사를 딴 에비스의 얼굴을 형상화한 것이다.

## 역사
- 1983년 9월 12일: 역명 결정.
- 1984년 4월 27일: 영업 개시.

## 역 구조
- 지하 2층에 섬식 승강장 1면 2선의 지하역이다.
- 출입구는 1번 ~ 8번까지 총 8곳이며 이 중 4번 출입구는 에스컬레이터가 설치되어 빠삐오24와 직결된다. 또한, 8번 출입구에는 엘리베이터가 설치되어 있다.
- 유인 임시 개찰구가 존재한다. 근처에 있는 도오카 에비스 신사의 "도오카 에비스 대제"에서 참배객이 통상의 개찰구에서는 처리할 수 없다고 생각하여 설치되었으나, 2015년 현재 한 번도 사용되지 않았다.

### 승강장
| 1 | ■ 하코자키 선 | 가이즈카 방면 (니시테쓰신구 방면은 가이즈카에서 환승) |
| 2 | ■ 하코자키 선 | 나카스카와바타・덴진・니시진・메이노하마 방면         |

## 이용 상황
2015년도의 1일 평균 승차 인원은 4,014명이다.
최근 1일 평균 승차 인원의 추이는 아래 표와 같다.
| 연도   | 1일 평균 승차 인원 |
| ------ | ------------------ |
| 2001년 | 3,486              |
| 2002년 | 3,399              |
| 2003년 | 3,367              |
| 2004년 | 3,129              |
| 2005년 | 3,007              |
| 2006년 | 3,080              |
| 2007년 | 3,032              |
| 2008년 | 3,187              |
| 2009년 | 3,206              |
| 2010년 | 3,361              |
| 2011년 | 3,483              |
| 2012년 | 3,599              |
| 2013년 | 3,743              |
| 2014년 | 3,911              |
| 2015년 | 4,014              |

## 역 주변
역명은 "현청"으로 어디까지나 "현청 입구"이며, 후쿠오카 현청은 인근의 마이다시큐다이뵤인마에 역과 가까운 곳에 있다. 다만, 의회동에 대해서는 본 역이 근처에 있다. 가이즈카 방면 전철 안내 방송에서도 현청으로 가려면 마이다시큐다이뵤인마에 역에서 하차하라고 방송한다. 주변은 상업 시설과 공공 시설이 많다.
1,2번 출입구로 나와서 지하철 노선 상의 도로를 따라 고후쿠마치 쪽으로 250m정도 걸어가면 국도 제3호선과 교차한다.
- 후쿠오카 현청 의회동 - 7번 출구에서 북동쪽으로 약 200m
- 후쿠오카 현 자치 회관 - 5번 출구 앞
- 히가시 공원 - 6,8번 출구에서 북동쪽으로 약 400m
- 후쿠오카 시민 체육관 - 6,8번 출구에서 바로
- 규슈 대학 병원 - 7번 출구에서 북쪽으로 약 600m
- 후쿠오카 시립 지요 초등학교 - 6,8번 출구에서 북동쪽으로 약 300m
- 후쿠오카 시립 지요 중학교 - 3번 출구에서 북서쪽으로 약 300m
- 후쿠오카 현립 후쿠오카 고등학교 - 4번 출구에서 남동쪽으로 약 600m
- 후쿠오카 현립 하카타아오마쓰 고등학교 - 4번 출구에서 남동쪽으로 약 600m
- 후쿠오카 의건 전문학교 - 3번 출구에서 북서쪽으로 약 700m
- 세이부 가스 본사･빠삐오24 - 4번 출구와 직결
- 빠삐오 - 4번 출구에서 남동쪽으로 약 350m
- 빠삐오 플라자
- 도오카 에비스 신사 - 6,8번 출구에서 북동쪽으로 약 350m
- 소후쿠지 - 3번 출구에서 북쪽으로 약 400m
- JR 큐슈 버스 "지요마치" 정류소

## 인접역
| 후쿠오카 시 지하철 ■ 하코자키 선   | 후쿠오카 시 지하철 ■ 하코자키 선 | 후쿠오카 시 지하철 ■ 하코자키 선         |
| ---------------------------------- | -------------------------------- | ---------------------------------------- |
| H02 고후쿠마치 나카스카와바타 방면 |                                  | 마이다시큐다이뵤인마에 H04 가이즈카 방면 |